# Gunnel André
Gunnel Margareta André, född 6 augusti 1946 i Örebro, är en svensk teolog, präst i Svenska kyrkan och författare.

## Biografi
Efter studier i teologi, psykologi och musik vid North Park University, Chicago, fortsatte hon 1968 sina akademiska studier vid Teologiska fakulteten i Uppsala och på Svenska teologiska institutet i Jerusalem. Hon disputerade 1980 i Gamla testamentets exegetik, blev docent i ämnet och tjänstgjorde under sin tid vid fakulteten som amanuens och senare universitetsadjunkt och universitetslektor.
Gunnel André var med om att bilda Teologiska studierådet och senare Teologiska doktorandföreningen vars ordförande hon snart blev, vilket förde henne till Sveriges Förenade Studentkårers doktorandråd, vars representant hon blev i den statliga utredningen Forskningens Framtid . Hon satt i perioder som ordinarie ledamot av Teologiska fakultetsnämnden, Teologiska institutionsstyrelsen och dess AU, Teologiska Fakultetskollegiets valberedning och Teologiska Fakultetsstyrelsen, samt suppleant och särskild ledamot i Teologiska Fakultetens tjänsteförslagsnämnd. Hon utsågs 1983 av Utbildningsdepartementet till ordinarie ledamot av Universitets- och Högskoleämbetets planeringsberedning för sektorn för utbildning i kultur- och informationsyrken samt för de humanistiska och de teologiska fakulteterna. 1991-1994 var hon ledamot av Uppsala Universitets jämställdhetskommitté.
Gunnel André fungerade under perioder som referent och filologisk expert till Bibelkommissionen och som vetenskaplig assistent till utgivarna av uppslagsverket Theologisches Wörterbuch zum Alten Testament. Hon invaldes 1982 som arbetande ledamot av Nathan Söderblom-sällskapet, vars preses hon var 1995-1996. Under många år var hon sekreterare i Uppsala Exegetiska Sällskap och redaktionssekreterare för Svensk Exegetisk Årsbok. 1985-1997 var hon av Biskopsmötet utsedd ledamot av Svenska Bibelsällskapets styrelse.
Hon är aktiv i Folkpartiet i Uppsala och är ledamot i Helga Trefaldighets församlings kyrkoråd.

## Familj
Under åren 1983-1993 var Gunnel André gift med professor Helmer Ringgren.